# ピーテルブーレンアザラシセンター
ピーテルブーレンアザラシセンター（オランダ語: Zeehondencentrum Pieterburen）は、オランダのフローニンゲン州ヘト・ホーゲラントピーテルブーレンにある野生のアザラシの治療・保護・研究を行っている施設。

## 解説
主に、沿岸での監視員の監視や一般市民による通報などで発見した、船や漁網で負傷したアザラシや、病気などで衰弱しているアザラシ、孤児になった子アザラシを保護し、治療やリハビリをおこなった後、オランダ北部のワッデン海から野生にかえす活動を行っている。また、ワッデン海に関する研究や、アザラシの抗生物質の研究、アザラシのウイルス(アザラシジステンパーウイルスなど)に関する研究など、アザラシの生態系や、アザラシの病気に関する研究も行っている。
1971年にオランダ人動物飼育者、動物の権利活動家のレニー・ト・ハートによってセンターが設立された。設立当初、オランダでは狩猟や生態環境の悪化で数百頭までに減少していたという。このセンターは幼いアザラシのためのデイケアから、検疫所、実験室、研究施設などを備えた、科学的研究に基づくアザラシの病院へと発展した。毎年何百頭ものアザラシを世話している。数週間から最大6か月の保護期間を終えるとアザラシは野生に返される。
2014年、レニー・ト・ハートは、保護したアザラシの治療方針を巡り対立したため、監督委員会を辞任した。これを受けて施設側は、看板やロゴから彼女の名前を除去した。
現在のセンターは2025年1月5日に閉鎖予定。以降は市内のラウエルウオーフ地区のワッデン海世界遺産センターに移転予定。

## ビジターセンター

### アザラシ
オランダに生息しているゼニガタアザラシとハイイロアザラシが保護されている。リハビリ施設であるため、センター内のアザラシの数は一定していない。

### 営業時間
4月1日から10月31日は午前10時から午後5時まで、11月1日から3月31日までは午前11時から午後4時まで

※現地時間

### 料金

#### 入園料
- 大人12.5ユーロ
- 3歳から12歳、学生(学生証の提示が必要)10.5ユーロ
- 2歳以下、寄付者は無料
- 団体割引20%オフ（2024年8月現在）[12]。

### アクセス

#### 車
州道361号線 (N361)経由でアクセス可能。N361沿いには、案内標識あり。駐車場完備

#### 公共交通機関
フローニンゲン駅からアリーヴァのローデスコール駅方面ローカル線に乗車、ウィンスム駅下車

ウィンスム駅からは68番のバスに乗りPieterburen, Pieterpleinで下車、バス停から徒歩1分。

## 日本での人気
SNS上では、日本語ユーザーから「アザラシ幼稚園」の愛称で呼ばれている。
YouTubeにて24時間ライブ配信を行っており、最終段階のアザラシが入る同施設の最大のプール・「ゴルフバッド」の様子が見られる。その様子を見た「X」（旧・Twitter）のユーザーが2024年8月1日に投稿したところ2日間で22万件を超えるいいね・4.5万件のリポストがされ、普段の視聴者数は一桁だった配信は1万人を超えるまでに増加した。このことを受けて施設側は現地メディアのインタビューにて「DoS攻撃ではないかと考えたが、実際は日本人が関心を寄せてくれていただけだった」と答えている。また、寄付も募っており、1日で普段の1か月相当の寄付の半分が集まったという。8月10日頃にはYouTubeのスーパーチャットの要件をクリアし、スーパーチャットを解禁、1日で合計500万円以上、1週間で1000万円を超えるスーパーチャットが投げられた。また、ライブチャット内では、立ち泳ぎをしているアザラシを「茶柱」・ご飯の残骸などをすくい取ることを「茶こし」、アザラシたちがプールのへりに集まる様子を「バーカウンター」、プールにアザラシがいない状態を「白湯」など、鑑賞する際の独自の用語が使われ始めている。
イー・ガーディアンが調査した、2024年にXで頻繁に使用されたフレーズを発表する「SNS流行語大賞 2024」では、3位に「アザラシ幼稚園」がランクインした。

## ギャラリー

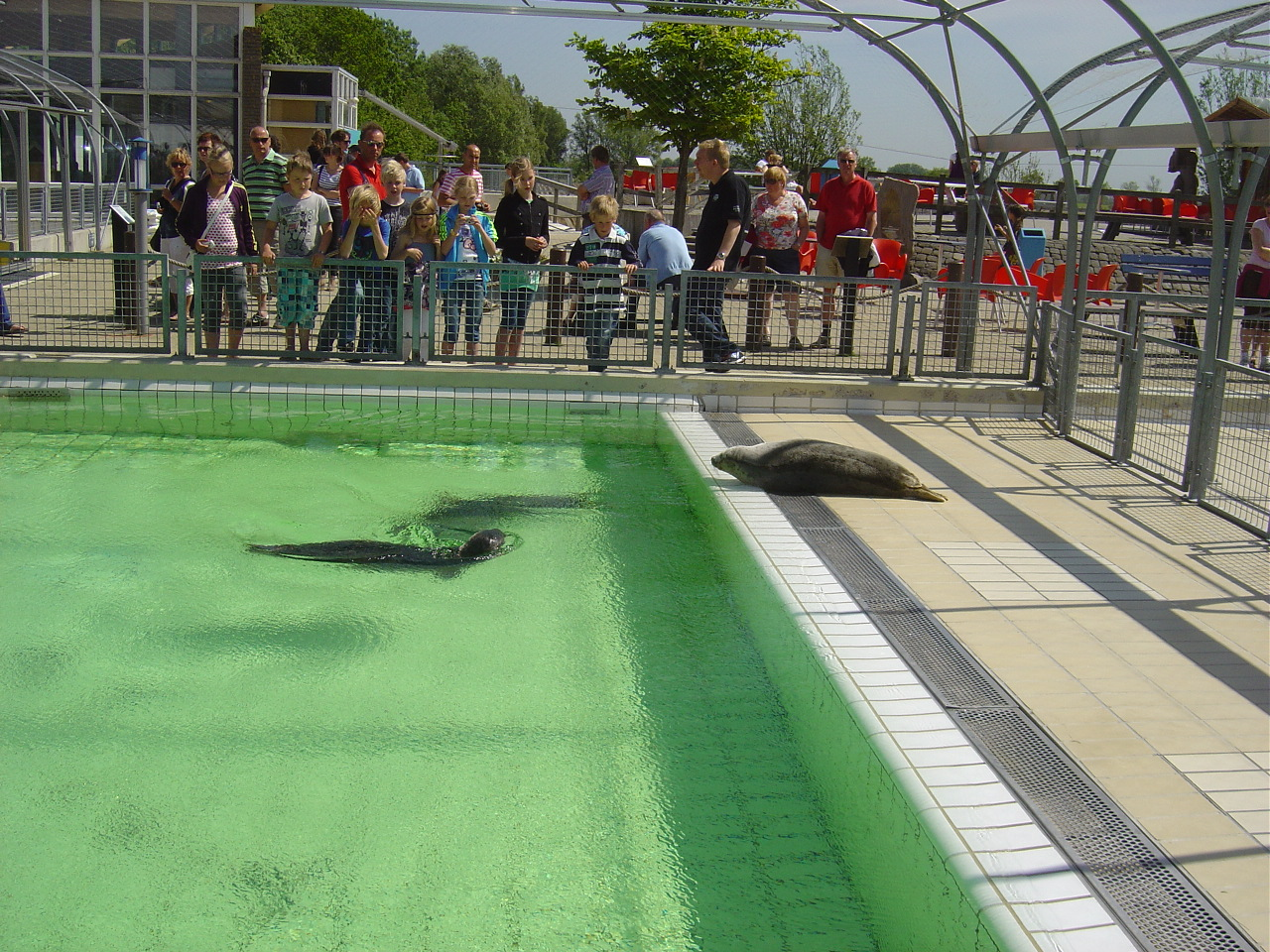
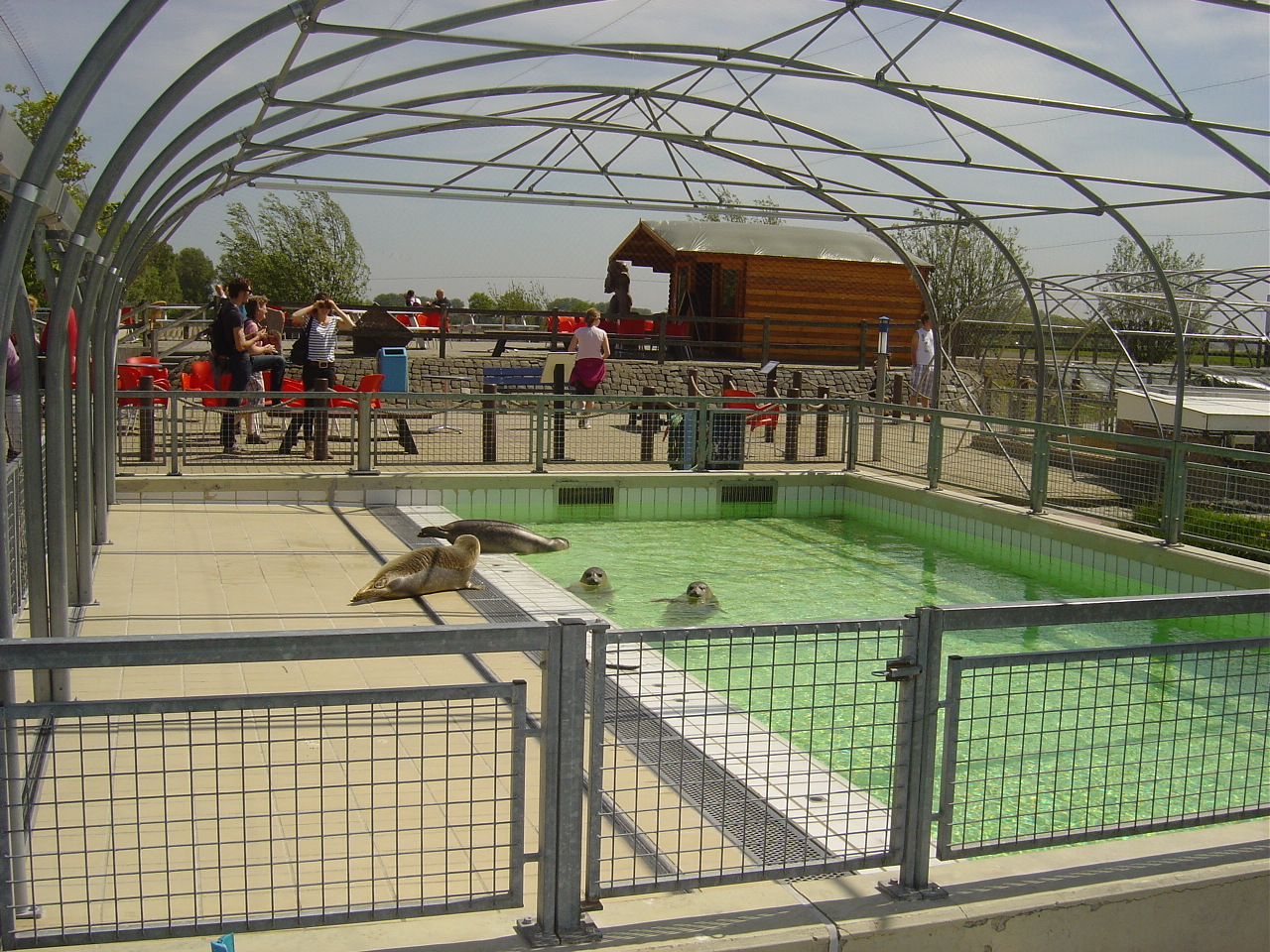
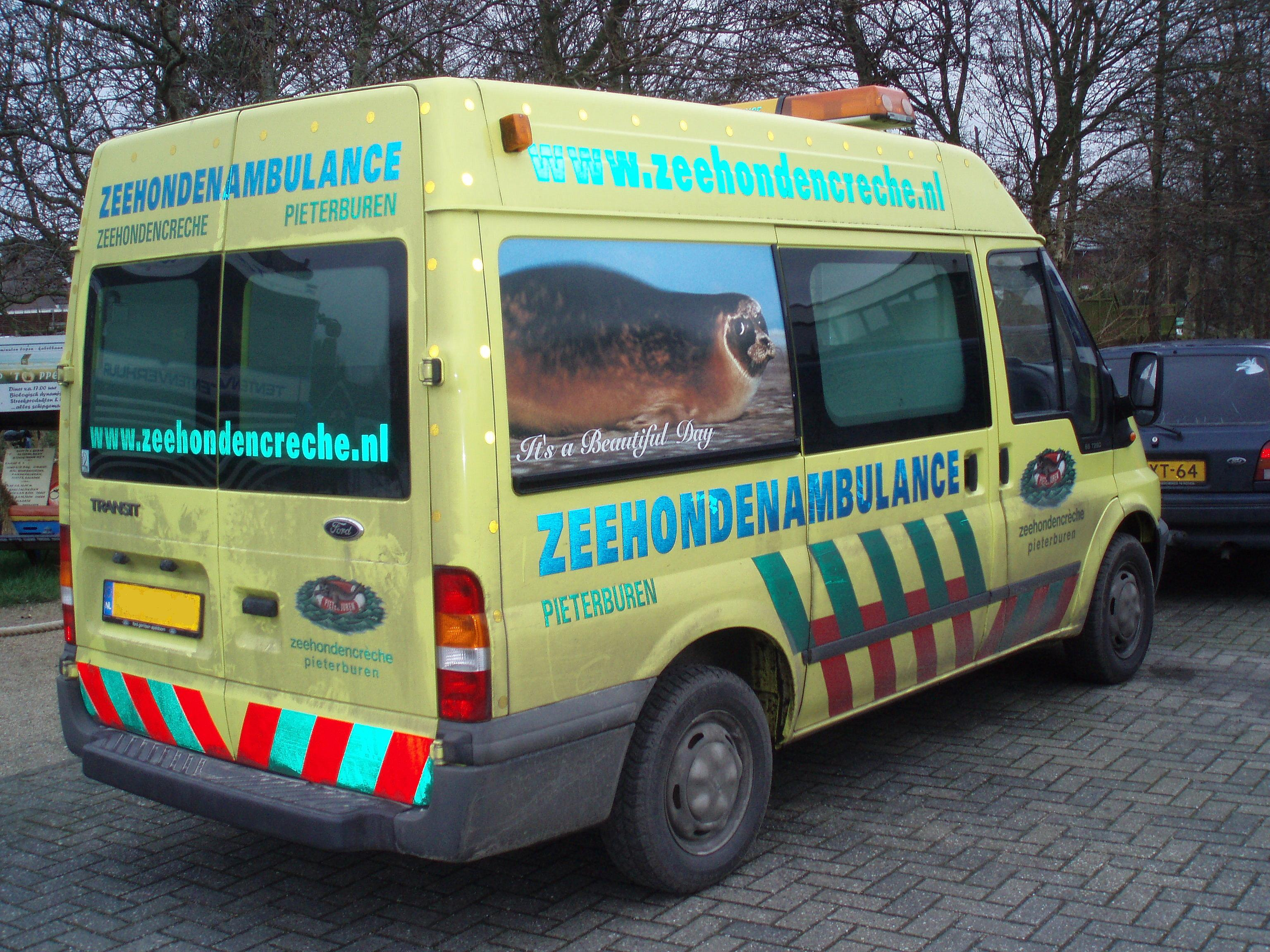
アザラシの救急車 (2007年1月5日)
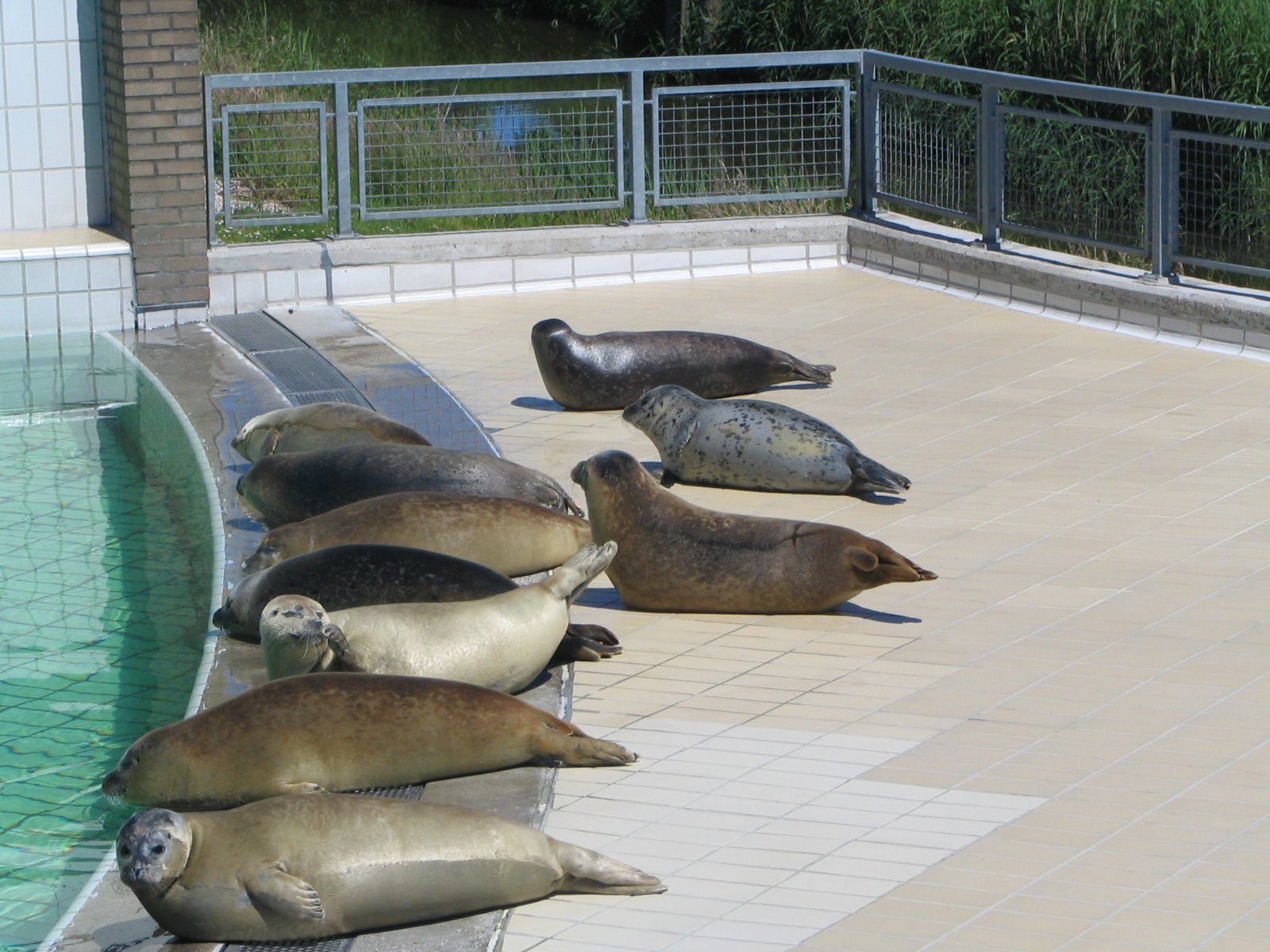
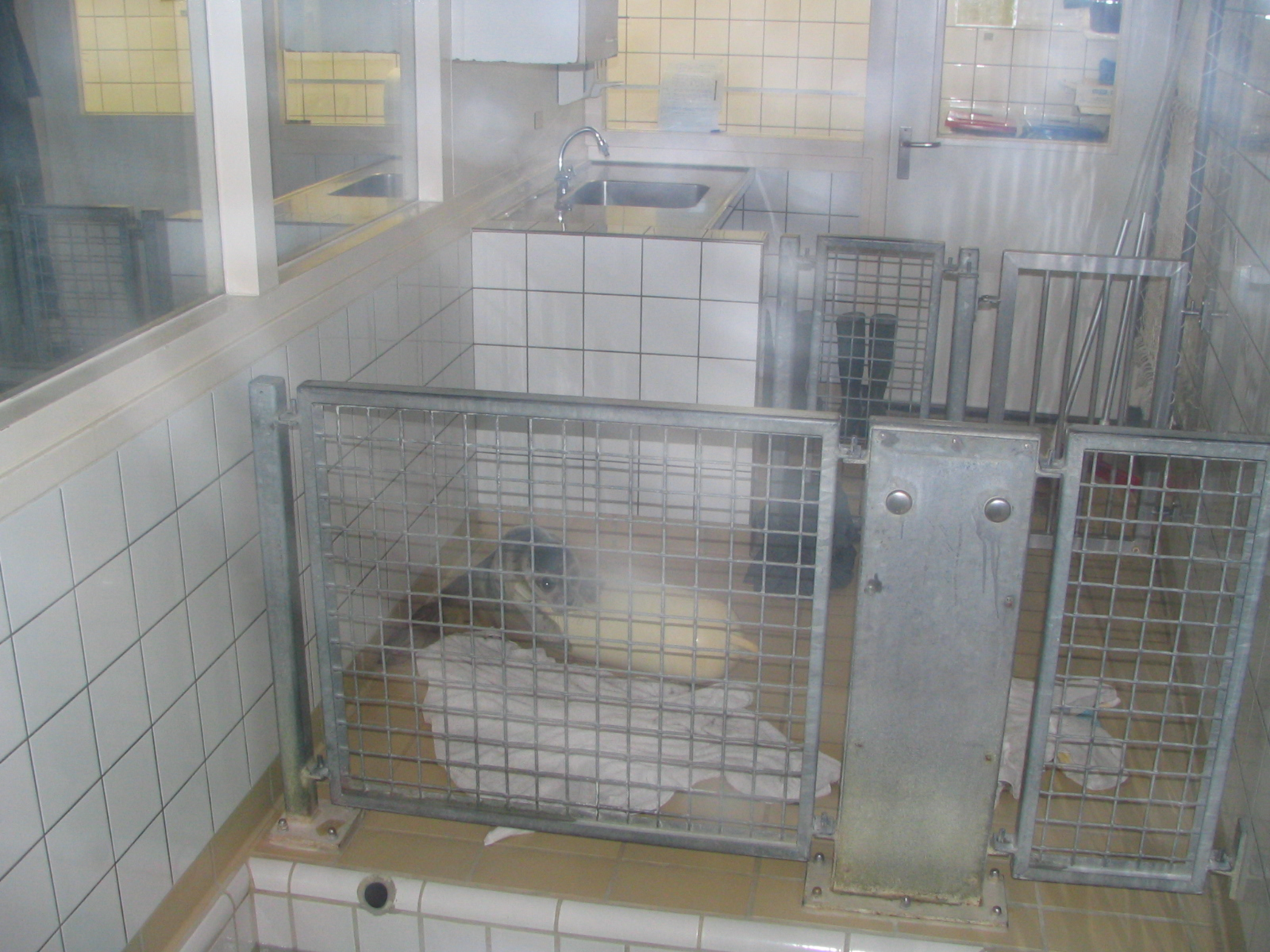
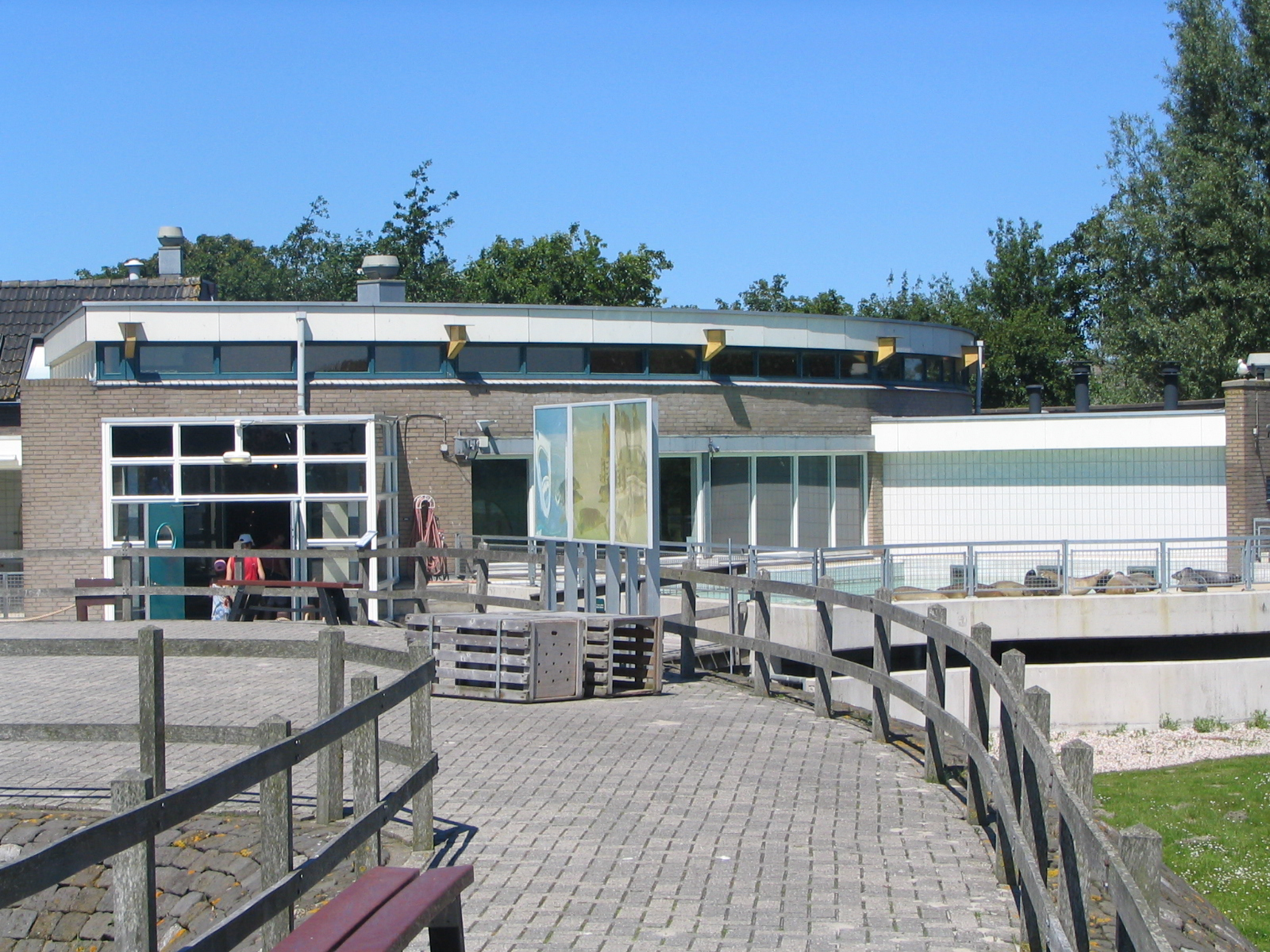
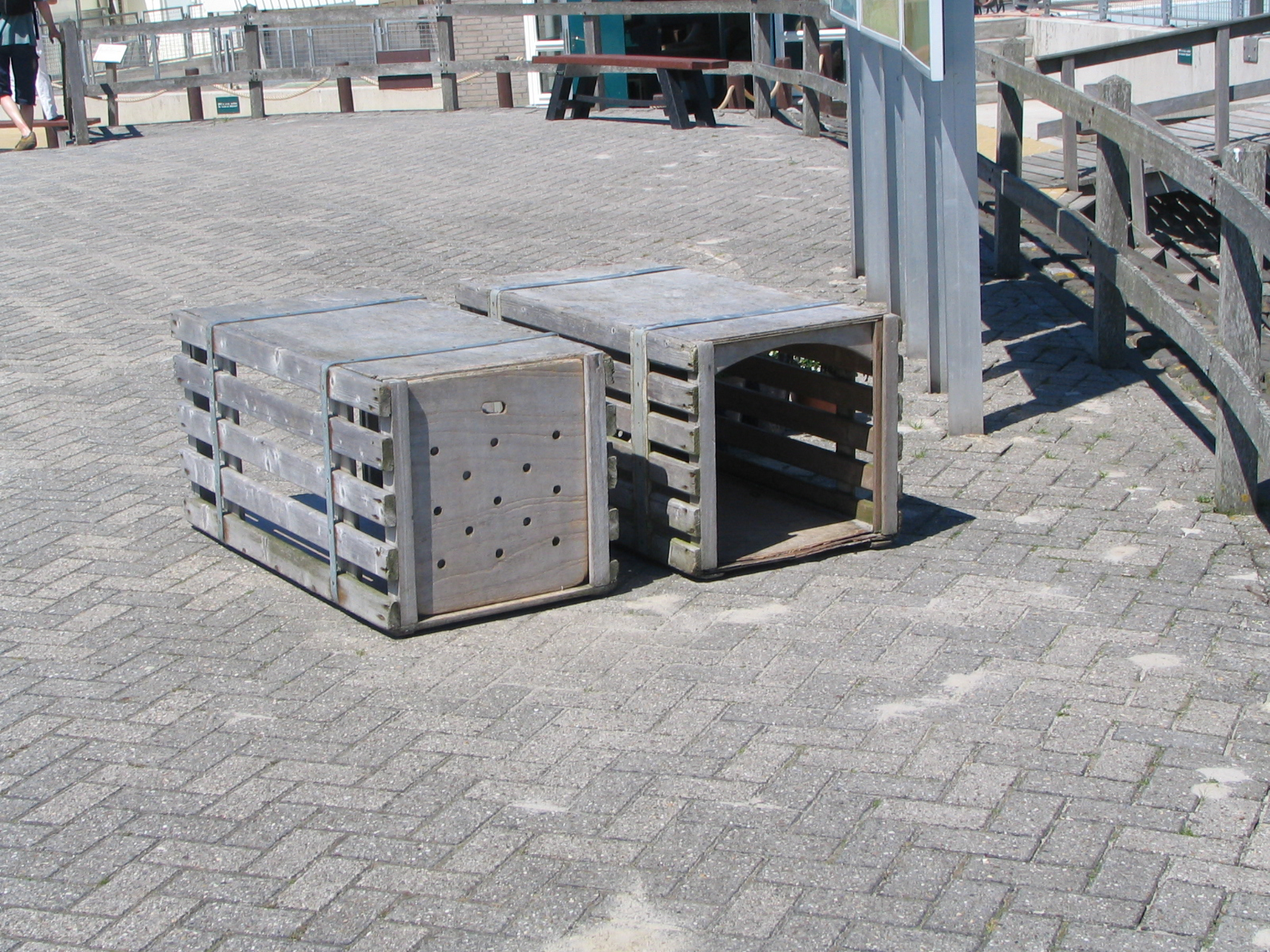
アザラシ輸送用の箱 (2005年8月24日にアップロード)

## 書籍
- 平沢一郎（文・写真）『まいごのアザラシをたすけて! : よごれた海とたたかうアザラシ病院の人びと』つだかつみ（絵）、偕成社〈わたしのノンフィクション〉、1994年1月。
- 南幅俊輔（編集）、今泉忠明（監修）『アザラシまるごとBOOK』辰巳出版〈タツミムック〉、2024年12月。ISBN 978-4777831937。